# Amis Gymnastes Lausanne
Die Amis Gymnastes Lausanne (AGL) sind ein Turnverein aus Lausanne. Bekannt war ihre ehemalige Handballsektion.

## Verein
Der Verein wurde am 27. August 1884 offiziell gegründet, nachdem er schon seit 1874 in Planung war. Der Spitzname ist «Pieds Noir», deutsch «Schwarze Socken», in Anlehnung an die Wettkampfsocken. Die AGL-Turner wurden 1980, 1982 und 1984 Schweizermeister bei den Aktiven.

## Handball
Am ersten Wettbewerb 1926 in Olten wurden sie auf Anhieb vor dem BTV Basel und dem TV Oberseminar Bern Erste. Seit der ersten Schweizerischen Handballmeisterschaft 1933 spielten sie bis 1966 Feldhandball. 
Ab 1949 spielten sie in der Markthalle von Vevey Hallenhandball. Zwischen 1953 und 1960 gewannen sie zahlreiche Titel in der Romandie. In den Aufstiegsspielen verloren sie immer wieder gegen Mannschaften aus der Deutschschweiz. Zwischen 1966 und 1969 waren sie in der neu organisierten Nationalliga B. 1970 stiegen sie in die 1. Liga ab, und am Ende spielten sie nur noch in der tiefsten, der 4. Liga.
Im Juni 1996 wurde auf Grund des Mangels an Spielern, Trainern und Schiedsrichtern eine Austrittserklärung an den Schweizerischen Handball-Verband überreicht.

## Natispieler
- André Rouilly, erster Spieler 1935
- Robert Busset